# Nowa Synagoga w Stargardzie
Nowa Synagoga w Stargardzie – nieistniejąca synagoga gminy żydowskiej w Stargardzie, znajdująca się przy dzisiejszej ulicy Spichrzowej (d.  Speicherstraße 14/15).
Dotychczasowa Synagoga (Stara) nie była w stanie pomieścić wszystkich wiernych. W związku z tym przystąpiono do budowy nowej świątyni, na działce należącej do gminy żydowskiej nieopodal Spichlerza, we wnętrzu kwartału za domem rabina i kantora.
Synagoga była murowana z fasadą wykonaną z żółtych cegieł w stylu orientalistycznym z obramowaniem z czerwonych cegieł. We wnętrzu świątyni znajdowała się duża sala modlitewna i liczne pomieszczenia boczne. Synagoga służyła gminie przez 25 lat.
Z 9 na 10 listopada 1938, w czasie nocy kryształowej synagogę próbowano spalić, jednak (wbrew zaleceniom NSDAP) straż pożarna zdołała ugasić pożar. Następnie jeszcze dwukrotnie próbowano ją podpalić, z obu prób świątynia wychodziła nienaruszona. Stargardzka synagoga jako jedna z nielicznych na terenie Niemiec przetrwała noc kryształową.
Ostatecznie strop świątyni został wysadzony, co spowodowało jej zamknięcie, a wkrótce potem przystąpiono do rozbiórki uszkodzonego budynku.